# شجرة الليمون في الثقافة

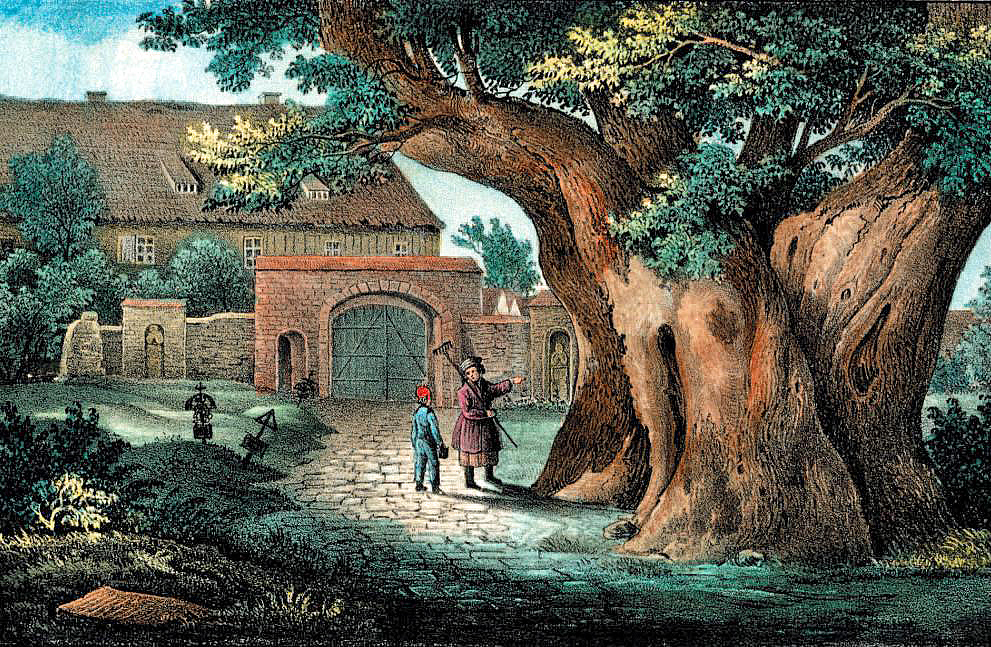
آرليت: شجرة الليمون في كاديتز،

شجرة الليمون أو الزيزفون (بالإنجليزية: Tilia)‏ مهمة في الأساطير والأدب والفلكلور عند الكثير من الثقافات.

## الأهمية الثقافية

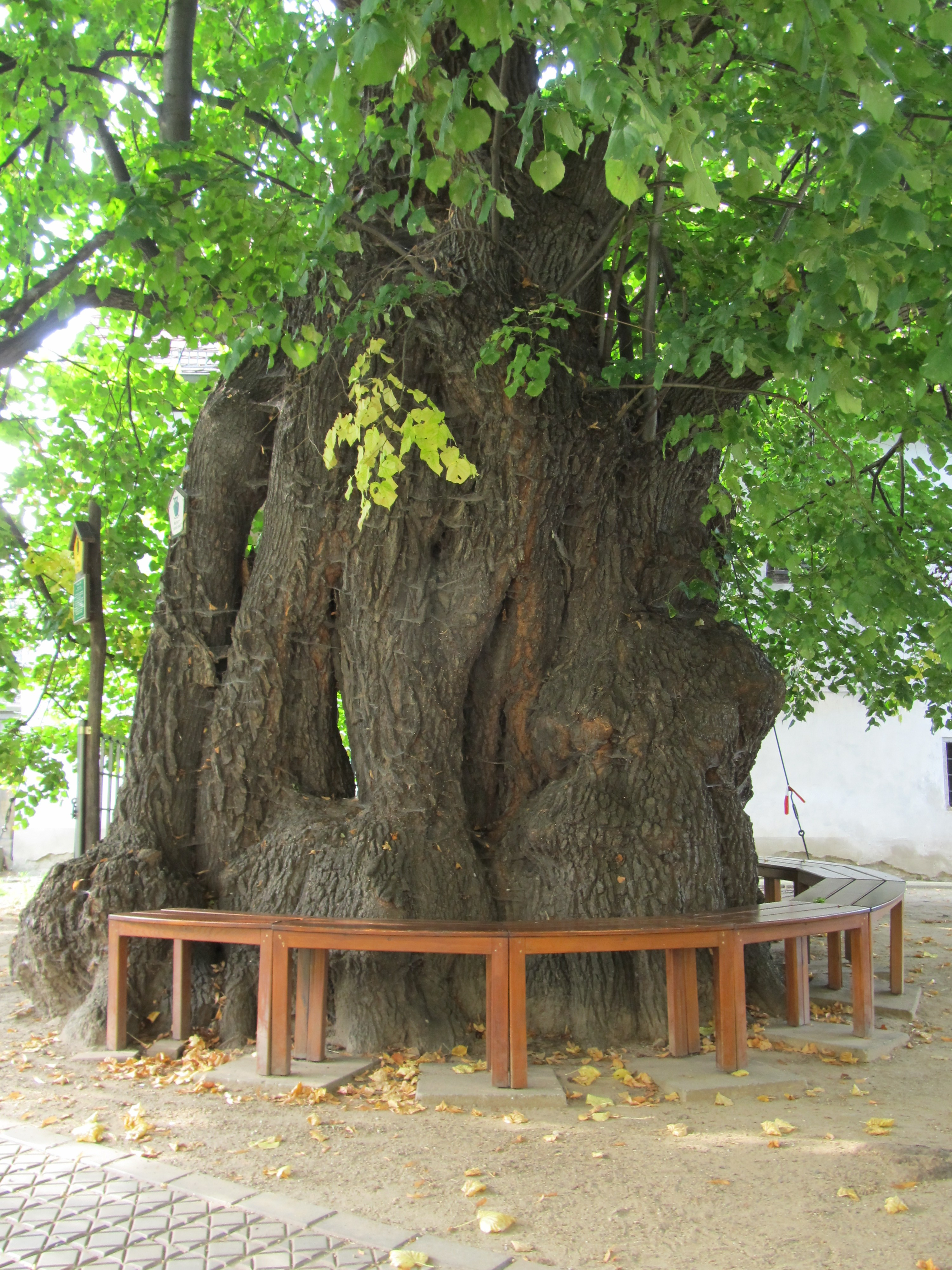
شجرة الليمون في كاديتز

### الأساطير السلافية
في الأساطير السلافية القديمة، كانت شجرة الزيزفون (ليبا، كما يسمى في جميع اللغات السلافية) تعتبر شجرة مقدسة. في بولندا، على وجه الخصوص، تحمل العديد من القرى اسم "ęwięta Lipka" (أو ما شابه)، والذي يعني حرفيًا «الزيزفون المقدس». كان «ليبا» أيضًا اسمًا مقترحًا للعملة السلوفينية في عام 1990، إلا أن اسم «تولار» ساد في النهاية. رسم أندريه روبليف الثالوث المقدس (ضيافة إبراهيم)، والمخلص، الموجود الآن في معرض الدولة تريتياكوف في موسكو، على خشب الزيزفون.

### أساطير البلطيق
في الأساطير البلطيقية، هناك إلهة مصير مهمة اسمها «لايما»، وشجرتها المقدسة هي الليمون. كان مسكن لايما عبارة عن شجرة ليمون، حيث اتخذت قراراتها كوقواق. لهذا السبب صلت النساء الليتوانيات وقدمن الذبائح تحت أشجار الليمون طلبًا للحظ والخصوبة. ولقد عاملن أشجار الليمون باحترام وتحدثن معها كما لو كُنَّ بشرًا.

### الأساطير الألمانية

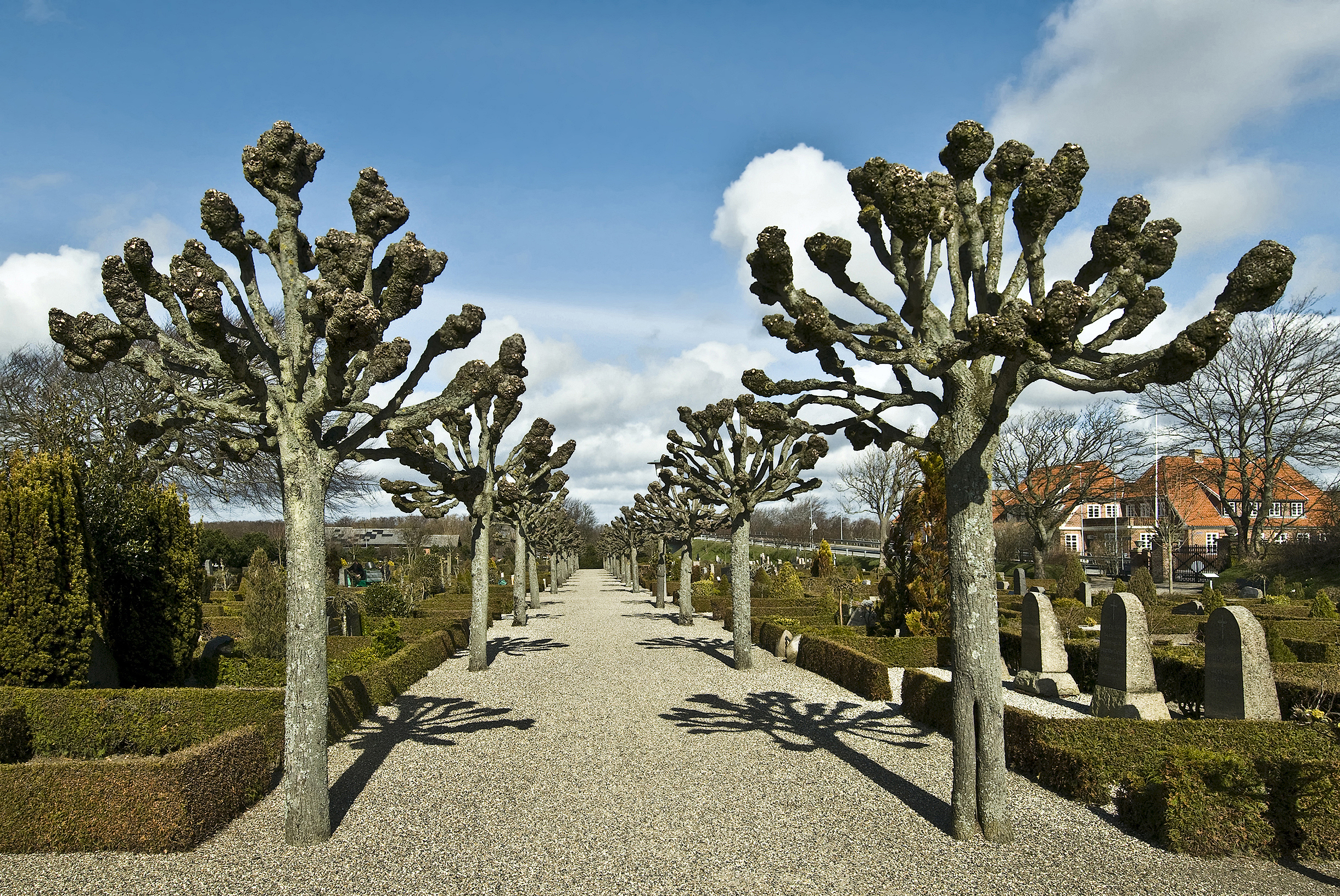
شارع مشجر بشجر الزيزفون في المقبرة في رينجكوبينج، جوتلاند، الدنمارك

كان الزيزفون أيضا شجرة رمزية ومقدسة عند الشعوب الألمانية قبل المسيحية. في الأصل، تجمعت المجتمعات المحلية ليس فقط للاحتفال والرقص تحت شجرة الزيزفون، ولكن لعقد اجتماعات من أجل استعادة العدالة والسلام. كان يعتقد أن الشجرة ستساعد في اكتشاف الحقيقة.
يُعرف الشارع الأكثر شهرة في برلين باسم أونتر دن ليندن أي تحت أشجار الزيزفون، والذي سمي على اسم الأشجار التي تصطف على الطريق. إنه يبدأ من وسط برلين إلى بوتسدام، المقر الريفي لملوك بروسيا.
في الفولكلور الألماني، شجرة الزيزفون هي «شجرة العشاق». تصف قصيدة ألمانية بقلم والتر فون دير فوغلويدي (م 1200) تجربة بين خادمة وفارس تحت شجرة الزيزفون.
وتعرف هوهنليندن باسم «الزيزفون العليا» وهي مجتمع في منطقة إبرسبرغ البافارية العليا التي وقعت فيها معركة هوهينليندن؛ كتب توماس كامبل قصيدة هوهينليندن عن هذه المعركة.

### الأساطير اليونانية
يذكر هوميروس، وهوراس، وفيرجيل، وبليني شجرة الزيزفون وفضائلها. ويروي أوفيد قصة قديمة حول الفتاة باوسيس والفتى فليمون، حيث تتحول الفتاة إلى زيزفون والفتى إلى بلوط وذلك عندما يحين وقت موتهما. ويقول هيرودوت:
يأخذ العرافون السكيثيون أيضًا ورقة من شجرة الزيزفون، ويقسموها إلى ثلاثة أجزاء، ويلفونها حول أصابعهم؛ ثم يقومون بحلِّها والبدء بممارسة الفن الذي يزعمونه.